# Târgu Mureș
Târgu Mureş é uma cidade da Roménia, no distrito de Mureș com 134.290 habitantes (Censos de 2011). É uma cidade medieval do século XV e reconstruída no século XVII.

## População
| 1912  | 1930  | 1940  | 1948  | 1956  | 1960  | 1966  | 1972   | 1975   | 1977   | 1992   | 2002   | 2011   |
| 25517 | 38517 | 44893 | 47043 | 65194 | 82740 | 86464 | 106159 | 114326 | 130051 | 164445 | 149577 | 134290 |